# 沙敦府
沙敦府（皇家轉寫：Changwat Satun，泰語發音：[t͡ɕāŋ.wàt sā.tūːn]）是泰国南部府份之一，邻近府份为泰国的董里府、博他仑府、宋卡府和马来西亚的最小一州玻璃市。
沙敦府名字由来于马来语中“Setul”，是一种树的名字，这种树曾在本府广为种植。

## 地理位置

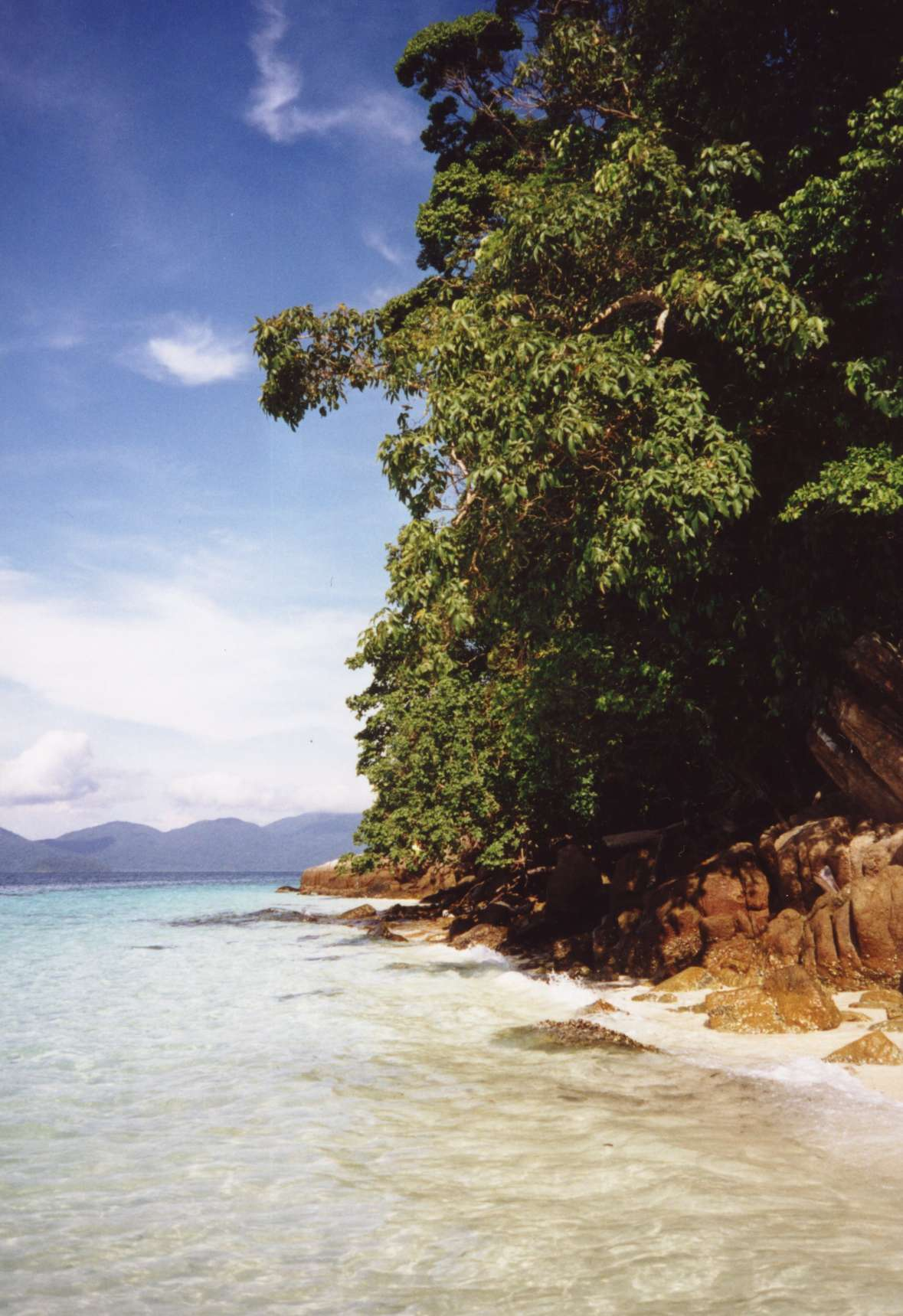
沙敦府绿龟岛国家公园（Tarutao-National Park）中一处小岛

本府位于马来亚半岛上，是泰国的最西南端，西临安达曼海，东面离宋卡府合艾市最近处仅二十多公里。除了一些零星的山以外其余是平原。在沙敦府的公路边总是种着椰子树。
塔如濤群島（Koh Tarutao）国家海洋公园由离岸的一群小岛组成，主岛离马来西亚的浮罗交怡（或譯兰卡威岛，Pulau Langkawi）仅五公里，两岛每天有渡船对开。还有一个大岛贝德拉岛（Koh Phetra）今天也是泰国的国家海洋公园。

## 历史渊源
直到1813年以前沙敦府隶属马来西亚的吉打州，当时马来文名字是Mukim Setul。 1813年暹罗那空是贪玛叻府特派官员将她接管，1897年沙敦府转属暹罗载武里道（Monthon Triburi），该道辖区包括今天马来西亚的整个吉打州。
1909年英国同暹罗签订条约，根据条约暹罗几乎将整个吉打送归英属马来亚管辖。沙敦府则转归泰国普吉道管辖，1933年泰国化道为府，沙敦府始成为独立的行政机构至今。

## 人口组成
沙敦府人口虽然仅百分之9.9承认自己为马来民族，但至少百分之九十人家都可寻出与马来族的亲缘关系和会说马来语。百分之67.8人民信奉回教，百分之31.9人民信奉佛教。
在吉打苏丹统治年代，沙吞府与大城王国及后来延续至今的却克里王朝都有极密切联系。这里占人口多数的回教民与相对少数的佛教民自由通婚，一家人妈妈信佛，爸爸信真主的，或者兄弟姐妹信不同教的比比皆是。长时间以来思想互相影响，各取所长，相安无事。虽然地理位置相近，但是沙吞府向来一派和平气氛，社会安定团结气氛远超过邻近的泰南三府。

## 府徽与府花
|  | 府徽画着旭日东升的海边的一尊佛像，该佛名为Samut Thewaa是泰国佛经中大海的守护神，他每日坐在圣石上四处飘游。那海即是本府西临的安达曼海。 府树是：泰国红木Thai Rosewood，泰文名：Pha-yungklaep ，学名：Dalbergia bariensis。 府花是：Snowy Orchid Tree，学名：Bauhinia acuminata。 本府标语：和平与纯洁无瑕（泰语：สตูล สงบ สะอาด ธรรมชาติบริสุทธิ์ ）。 |

## 行政与管理
本府行政上被划分为6个县（ampoe）1个次级县（king ampoe），又进一步被划分为36个区（tambon）及277个村（muban）。府内共有五座小城镇。
| \| # \| 中文名 \| 泰文名 \| 英文名 \| \| - \| -------------------- \| -------- \| ------------ \| \| 1 \| 沙敦府治县（英语：Amphoe Mueang Satun） \| เมืองสตูล \| Mueang Satun \| \| 2 \| 宽东县（英语：Amphoe Khuan Don） \| ควนโดน \| Khuan Don \| \| 3 \| 宽加隆县（英语：Amphoe Khuan Kalong） \| ควนกาหลง \| Khuan Kalong \| \| 4 \| 他佩县（英语：Amphoe Tha Phae） \| ท่าแพ \| Tha Phae \| \| 5 \| 拉乌县（英语：Amphoe La-ngu） \| ละงู \| La-ngu \| \| 6 \| 童哇县（英语：Amphoe Thung Wa） \| ทุ่งหว้า \| Thung Wa \| \| 7 \| 玛南县（英语：Amphoe Manang） \| มะนัง \| Manang \| |            |          |              |
| # | 中文名     | 泰文名   | 英文名       |
| 1 | 沙敦府治县 | เมืองสตูล  | Mueang Satun |
| 2 | 宽东县     | ควนโดน   | Khuan Don    |
| 3 | 宽加隆县   | ควนกาหลง | Khuan Kalong |
| 4 | 他佩县     | ท่าแพ     | Tha Phae     |
| 5 | 拉乌县     | ละงู      | La-ngu       |
| 6 | 童哇县     | ทุ่งหว้า    | Thung Wa     |
| 7 | 玛南县     | มะนัง     | Manang       |

沙敦府原是个人口很稀少的小府份，1933年泰国「化道为府」时仅分为玛南、童哇两个县，后来人口渐渐增加，所以不断分化，成为今天6县1次级县。